# Protearomyia martinia
Protearomyia martinia är en tvåvingeart som beskrevs av Mcalpine 1962. Protearomyia martinia ingår i släktet Protearomyia och familjen stjärtflugor.
Artens utbredningsområde är Québec. Inga underarter finns listade i Catalogue of Life.